# 格林利夫 (堪薩斯州)
格林利夫（英語：Greenleaf）是一個位於美國堪薩斯州華盛頓縣的城市。

## 地方資料
根據2020年美國人口普查的數據，格林利夫的面積為1.18平方千米，當中陸地面積為1.18平方千米，而水域面積為0.00平方千米。當地共有人口350人，而人口密度為每平方千米296.61人。